# Berliner Hefte für geistiges Leben
Die Berliner Hefte für geistiges Leben war, neben der kulturpolitischen Monatsschrift Aufbau, eine „für die Nachkriegsjahre charakteristische kulturpolitische und literarische Zeitschrift“.
Sie wurde von Wolfgang Goetz nur von 1946 bis 1949 herausgegeben u. a. da sie „in westdeutscher Gleichgültigkeit“ versickerte.

## Ideologie
Die Zeitschrift entstand unter einem gewissen Geist der Französischen Besatzung, wie die Redaktion unter dem Titel An den Leser auf der ersten Seite der ersten Ausgabe von 1946 schreibt: 

„… Wenn wir … nach dem Wunsch gefragt werden, der uns bewegt, diese Blätter herauszugeben, so ist es dieser, die politique de l'esprit zu treiben, um ein Wort des jüngst verstorbenen Dichter-Philosophen Paul Valéry zu gebrauchen. Darum ist uns jeder willkommen, der in diesem Sinne Wesentliches zu sagen hat, es sei auf welchem Gebiete immer. Wir stehen allen Erscheinungen offen und freuen uns jeder Diskussion, die nicht zu blindwütiger Polemik wird. Und so werden wir uns auch nicht scheuen, in diesen Tagen, die nur der trüben Gegenwart und der dunklen Zukunft zu gehören scheinen, Aeltestes mit Treue zu bewahren, denn unsere große Vergangenheit ist ja das einzige, was wir wahrhaft besitzen; wir wollen auf die gute Tradition der echten deutschen Kultur, die es trotz allem gab, zurückgreifen, die wir nicht mit Reaktion zu verwechseln so höflich wie dringend bitten. [Absatz] Wenn wir unsere Zeitschrift „Berliner Hefte“ nennen, so taten wir es, die wir unter dem Schutze der Trikolore stehen, mit Bedacht, denn diese Stadt hat nun einmal ihre Sendung. Ihre Kultur ist nicht zuletzt von der französischen Kolonie der vertriebenen Hugenotten entscheidend beeinflusst worden. Aber es sei ferne von uns, dem öden Lokalpatriotismus zu huldigen. [Absatz] Jene Kultur des 18. Jahrhunderts wiederzuerwecken, da Bildung und Aufklärung noch nicht ihres hohen Sinnes entkleidete Begriffe waren, wäre Ziel, aufs Innigste zu wünschen.“

## Varia
In der ersten Ausgabe (Heft 1/1946) wurde erstmals die dreizehnte Szene von Friedrich Karl Fromms Urian veröffentlicht.